# Boks na Igrzyskach Dobrej Woli 1990
Wyniki zawodów bokserskich, które rozgrywane były w dniach: 20 lipca - 5 sierpnia 1990. roku w Seattle.

## Medaliści
| Kategoria wagowa               | Złoto              | Srebro            | Brąz                              |
| Waga papierowa (-48 kg)        | Eric Griffin       | Anatolij Filippow | Róbert Isaszegi Nszan Munczian    |
| Waga musza (-51 kg)            | Tim Austin         | Dzhambulat Mutaev | Rudolph Bradley Yesbolat Nurmanov |
| Waga kogucia (-54 kg)          | Sergio Reyes       | Serafim Todorow   | Vladislav Antonov Tony Gonzales   |
| Waga piórkowa (-57 kg)         | Óscar de la Hoya   | Ivan Robinson     | Airat Khamatov Faat Gatin         |
| Waga lekka (-60 kg)            | Artur Grigorian    | Julio Gonzales    | Shane Mosley Mikhak Kazaryan      |
| Waga lekkopółśrednia (-63,5kg) | Konstantin Cziu    | Aleksandr Banin   | Terron Millett Mark Lewis         |
| Waga półśrednia (-67 kg)       | Francisc Vaștag    | Raúl Márquez      | Robert Imamov Władimir Jaszczenko |
| Waga junior średnia (-71 kg)   | Israel Akopkokhyan | Torsten Schmitz   | Aleksandr Lebziak Paul Vaden      |
| Waga średnia (-75 kg)          | Orestes Solano     | Sven Ottke        | Michael DeMoss Chris Johnson      |
| Waga półciężka (-81 kg)        | Andrei Kurnyavka   | Terry McGroom     | Jeremy Williams Sergei Brazhnikov |
| Waga ciężka (-91 kg)           | Félix Savón        | Evgeny Sudakov    | Viktor Akshonov Bert Teuchert     |
| Waga super ciężka (+91 kg)     | Yevgeny Belousov   | Larry Donald      | Maik Heydeck Vasile Adumitroaie   |